# Honduras nos Jogos Pan-Americanos de 1999
As Honduras competiu nos Jogos Pan-Americanos de 1999, em Winnipeg, no Canadá.